# Josep Sugrañes (músic)
Josep Sugrañes . Espanya, segle XIX. Compositor. Es conserven obres seves en còpies manuscrites de finals del s.XIX en la col·lecció particular de la família Monné, a Esparreguera (Barcelona), dins l'arxiu de la Societat Coral La Unió Manresana, de Manresa i a l'arxiu de la seu de Manresa.

## Obres
- Al calvario
- A mi dios